# 1988年ソウルオリンピックのイタリア選手団
1988年ソウルオリンピックのイタリア選手団（1988ねんソウルオリンピックのイタリアせんしゅだん）は、1988年9月17日から10月2日にかけて韓国のソウルで開催された1988年ソウルオリンピックのイタリア選手団、およびその競技結果。

## 概要
今大会は金メダル6個、銀メダル4個、銅メダル4個の合計14個のメダルを獲得した。

## メダル
| メダル | 選手名                       | 競技       | 種目                     |
| ------ | ---------------------------- | ---------- | ------------------------ |
| 金     | ジェリンド・ボルディン       | 陸上       | 男子マラソン             |
| 金     | ヴィンチェンツォ・マエンツァ | レスリング | 男子グレコローマン48kg級 |
| 銀     | サルヴァトーレ・アンティボ   | 陸上       | 男子10000m               |
| 銅     | マウリツイオ・ダミラノ       | 陸上       | 女子20km競歩             |
| 銅     | ステファノ・バティステッリ   | 競泳       | 男子400m個人メドレー     |